# Aimé Orceau de Fontette
Aimé François Emmanuel Orceau, baron de Fontette, marquis de Tilly, est un homme politique français né le 25 décembre 1763 à Caen (Calvados) et mort le 9 février 1840 à Caen.

## Biographie
Fils de François-Jean Orceau de Fontette, ancien intendant de la généralité de Caen, et d'Aimée Marguerite Daumesnil, il est reçu conseiller au Parlement de Paris et maître des requêtes ordinaire en l'Hôtel du Roi en 1780.
Il est député du Calvados de 1827 à 1830, siégeant avec les royalistes constitutionnels.
Il avait épouse en premières noces Mlle de La Freté, fille de Jean Jacques de Lafreté, administrateur général des Postes et Relais de France, receveur général des finances de Lorraine et de Barrois, et d'Angélique Michèle Rosalie Jogues de Martinville, et, en secondes noces, Adélaïde Françoise Marie de Cauvigny.

## Sources
- « Aimé Orceau de Fontette », dans Adolphe Robert et Gaston Cougny, Dictionnaire des parlementaires français, Edgar Bourloton, 1889-1891 [détail de l’édition]
- Sylvie Nicolas, Les derniers maîtres des requêtes de l'Ancien Régime (1771-1789) : dictionnaire prosopographique, 1998
- Joël Félix, Les Magistrats du Parlement de Paris (1771-1790) : dictionnaire biographique et généalogique, 1990